# Karate Kid: Legends
Karate Kid: Legends ist ein US-amerikanischer Martial-Arts-Film von Jonathan Entwistle aus dem Jahr 2025. Das Werk gehört zur Karate-Kid-Reihe (sechster Film) und stellt ein Crossover bzw. eine Fortsetzung zwischen dem Karate-Kid-Remake und der Serie Cobra Kai dar.

## Handlung
Nach einer Familientragödie zieht das Kung-Fu-Wunderkind Li Fong mit seiner Mutter Dr. Fong von Peking nach New York City. In seiner neuen Umgebung kämpft Li mit der Integration und wird regelmäßig in Konflikte verwickelt. Als er sich mit Mia Lipani anfreundet, gerät er in einen Streit mit ihrem Ex-Freund Conor Day, einem talentierten Karatekämpfer. Um die Auseinandersetzung zu klären, entscheidet sich Li, an einem lokalen Karatewettbewerb teilzunehmen, den Conor seit Jahren dominiert.
Lis Kung-Fu-Lehrer Mr. Han erkennt, dass Li zusätzliche Unterstützung benötigt, und bittet Daniel LaRusso, das legendäre „Karate Kid“, um Hilfe. Gemeinsam unterrichten sie Li in einer Kombination aus Kung-Fu und Miyagi-Do-Karate, um ihn auf den entscheidenden Showdown vorzubereiten. Im Finale des Turniers gelingt es Li, durch die Vereinigung beider Kampfstile, Conor zu besiegen und seinen Platz in der neuen Gemeinschaft zu festigen.

## Produktion und Veröffentlichung
Im September 2022 wurde die Entwicklung des Films offiziell verkündet. Im Folgejahr wurde Rob Lieber mit dem Verfassen des Drehbuchs beauftragt und Jonathan Entwistle als Regisseur verpflichtet. Der Film wurde von April bis Juni 2024 gedreht. Das Budget lag bei schätzungsweise 45 Millionen Dollar.
Die MPA gab den Film ungeschnitten das PG-13-Rating. Die FSK erteilte die Freigabe ab 12 Jahren.
Die Weltpremiere fand am 8. Mai 2025 in Mexiko statt. Der deutsche Kinostart war am 29. Mai 2025.

## Synchronisation
Die deutsche Synchro wurde vom Synchronstudio Iyuno Germany GmbH erstellt. Für das Dialogbuch war Alexander Löwe verantwortlich und die Dialogregie führte Axel Malzacher.
| Rolle                       | Darsteller             | Sprecher             |
| --------------------------- | ---------------------- | -------------------- |
| Li Fong                     | Ben Wang               | Oliver Szerkus       |
| Mr. Han                     | Jackie Chan            | Stefan Gossler       |
| Alan                        | Wyatt Oleff            | Finn Posthumus       |
| Daniel LaRusso              | Ralph Macchio          | Rainer Fritzsche     |
| Dr. Fong                    | Ming-Na Wen            | Diana Borgwardt      |
| Johnny Lawrence             | William Zabka          | Frank Schaff         |
| Mia Lipani                  | Sadie Stanley          | Lin Gothoni          |
| Mia Lipani                  | Shaunette Renée Wilson | Patricia Strasburger |
| Victor Lipani               | Joshua Jackson         | Dennis Schmidt-Foß   |
| Mr. Miyagi (Archivmaterial) | Pat Morita             | Sven Brieger         |

## Rezeption
- Lexikon des internationalen Films: „Die schlichte Geschichte widmet sich allerdings kaum noch den Lebensweisheiten traditioneller chinesischer Kampfkünste, sondern rückt brachiale Duelle an ihrer Stelle, deren realistisch inszenierte Brutalität verstört.“[13]